# Kljoetsjevskaja Sopka
De Kljoetsjevskaja Sopka (Russisch: Ключевская сопка) of Kljoetsjevskoj (Ключевской) is een actieve stratovulkaan en met een hoogte van 4750 meter tevens de hoogste berg van het Russische schiereiland Kamtsjatka. De steile symmetrische kegel van de vulkaan bevindt zich op ongeveer 60 kilometer van de Beringzee. De vulkaan vormt onderdeel van de Kljoetsjevskaja-vulkanengroep en van het natuurlijke UNESCO-werelderfgoed Vulkanen van Kamtsjatka. De vulkaan Bezymjanny ("naamloos") ligt nabij de vulkaan.
De eigenlijk constant rokende krater wordt aan de voet geflankeerd door 70 kraters, adventiefkraters en lavakoepels. De lavastromen zijn vooral samengesteld uit basalt en gedeeltelijk uit andesiet en bestaan bovenin vooral uit bulkmateriaal. Aan de top bevinden zich sneeuwvelden en gletsjers.

## Uitbarstingen
De eerste geregistreerde uitbarsting dateert van 1697 en sindsdien is de vulkaan, net als veel van zijn buurvulkanen, vrijwel continu actief. In de laatste 270 jaar vonden meer dan 50 zware uitbarstingen plaats, onder andere in 1729, 1739, 1790, 1796, 1829, 1853/54 en 1896. Er bevinden zich ook actieve fumarolen en solfataren. Ook in de krater vinden zware explosies plaats, waarbij vaak materiaal en as wordt uitgeworpen.

## Beklimmingen
De vulkaan werd voor het eerst beklommen in 1788 door Daniel Gauss en twee andere leden van een expeditie onder leiding van Joseph Billings. De volgende geregistreerde bestijging vond plaats in 1931 en kende een dramatische afloop doordat een aantal leden werden gedood doordat ze lava over zich heen kregen bij de afdaling. Deze gevaren, die tot op heden aanwezig zijn, hebben ervoor gezorgd dat sindsdien weinig pogingen meer zijn ondernomen.
Dertig kilometer ten noorden van de kegel, aan de voet van de vulkaan, bevindt zich het dorp Kljoetsji, waar zich een vulkanologisch onderzoeksstation bevindt.

## Zware aardbeving
Een zware aardbeving, met een kracht van 8,8 vond woensdagochtend 30 juli 2025 plaats voor de kust van Kamtsjatka en veroorzaakte een tsunami van zo'n 1,30 meter hoog. Gebouwen raakten beschadigd en evacuatiewaarschuwingen werden afgegeven. Als gevolg van de zware aardbeving vond er een vulkaanuitbarsting plaats. De aardbeving is de zwaarste uit de regio sinds 1952. In een verklaring op Telegram zei de Verenigde Geofysische Dienst van de Russische Academie van Wetenschappen: "Een stroom van brandend hete lava wordt waargenomen aan de westelijke helling. Krachtige gloed boven de vulkaan, explosies."

## Religieuze betekenis
De Kljoetsjevskaja Sopka wordt beschouwd als heilig door sommige inheemse volkeren op Kamtsjatka, die de berg zien als de plek waar de wereld werd geschapen. Hoewel andere vulkanen in de buurt ook als heilig worden gezien, wordt de Kljoetsjevskaja Sopka daardoor als meest heilig beschouwd. In de legenden die erover worden verteld, wordt gezegd dat de god Volkov, tijdens het scheppen van de wereld, deze hier vasthield, waardoor deze onvoltooid en ongesloten blijft, hetgeen valt te zien aan de vulkanische activiteit.

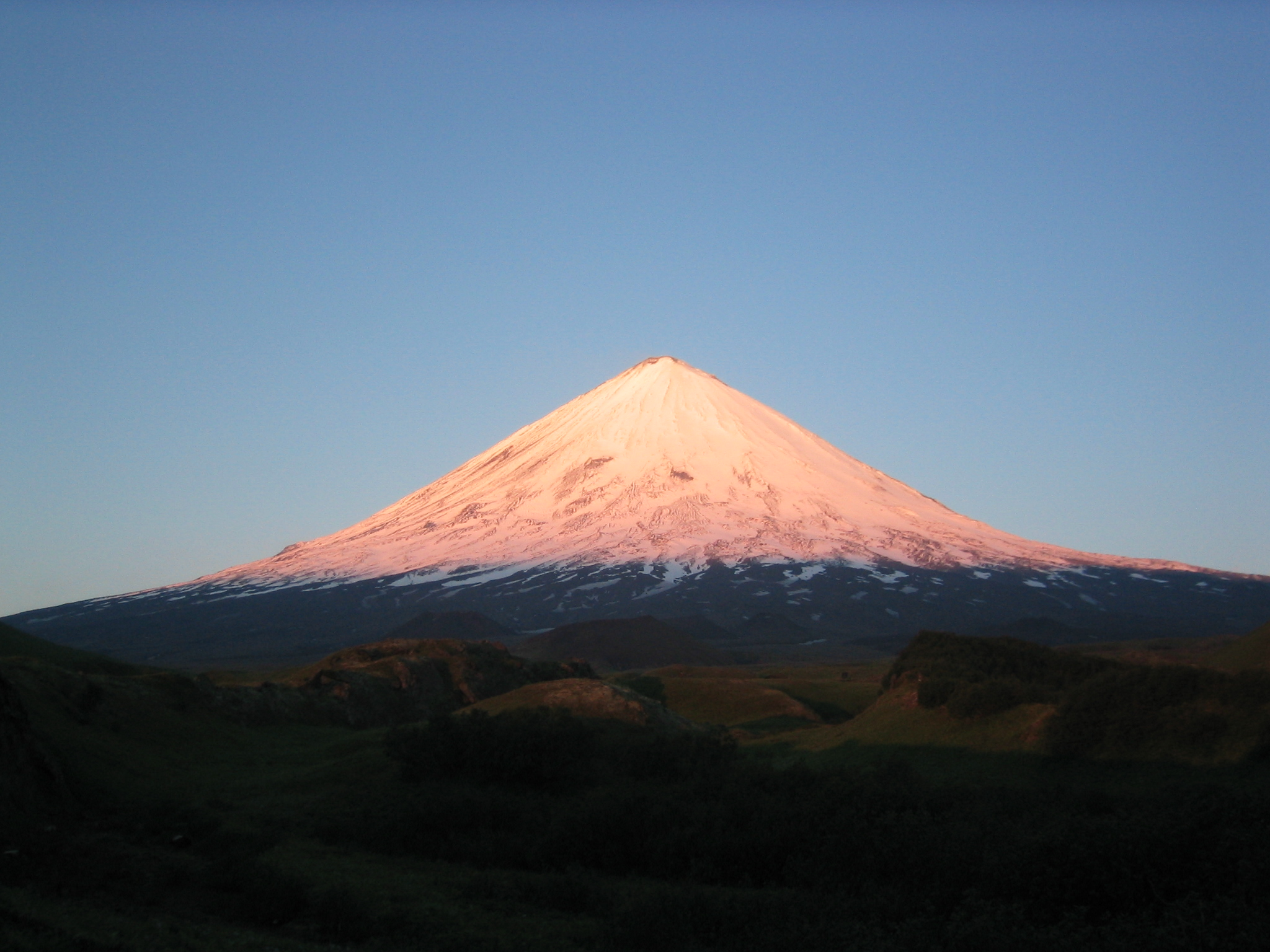
De vulkaan in 2007
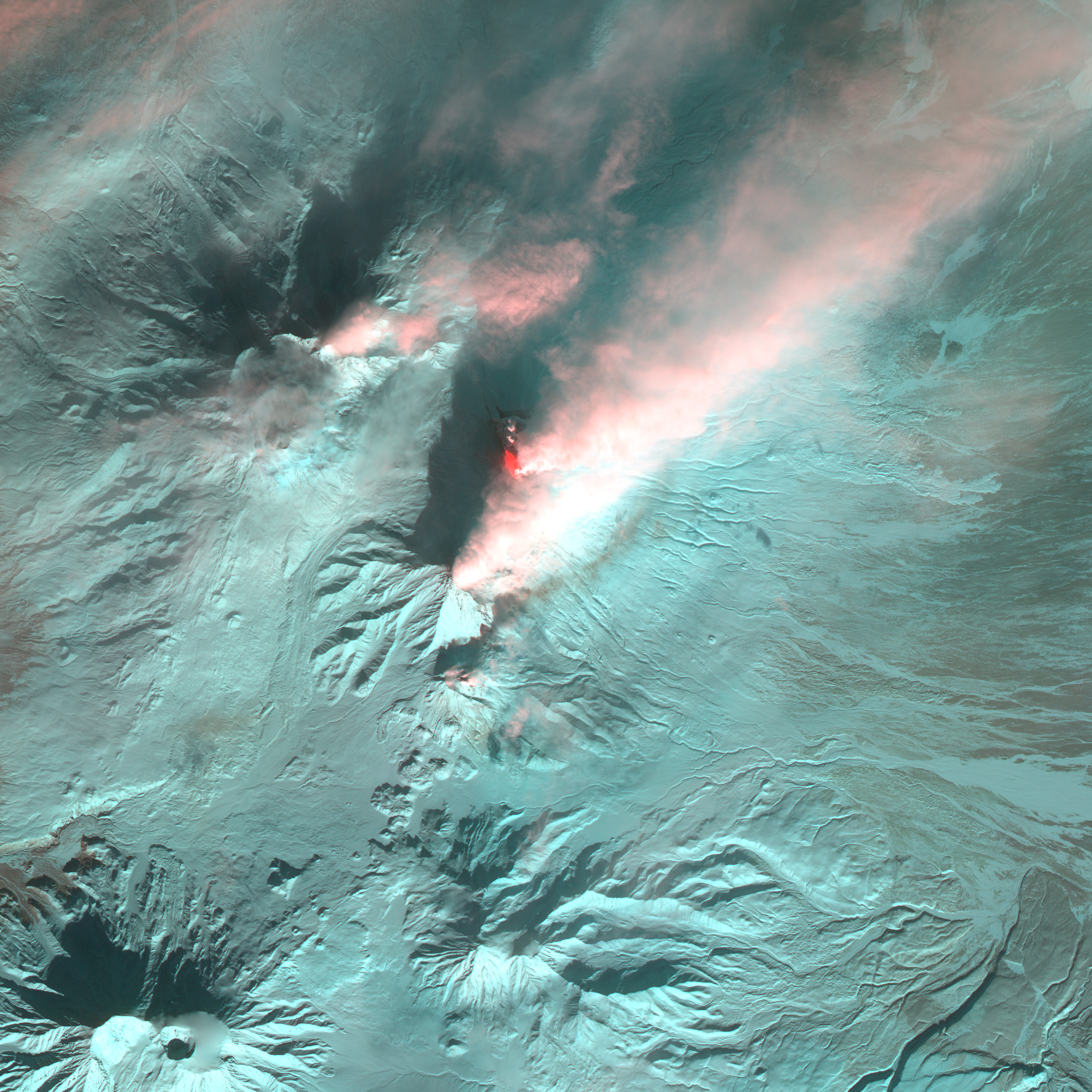
Satellietopname van de Kljoetsjevskaja Sopka tijdens een uitbarsting in januari 2005
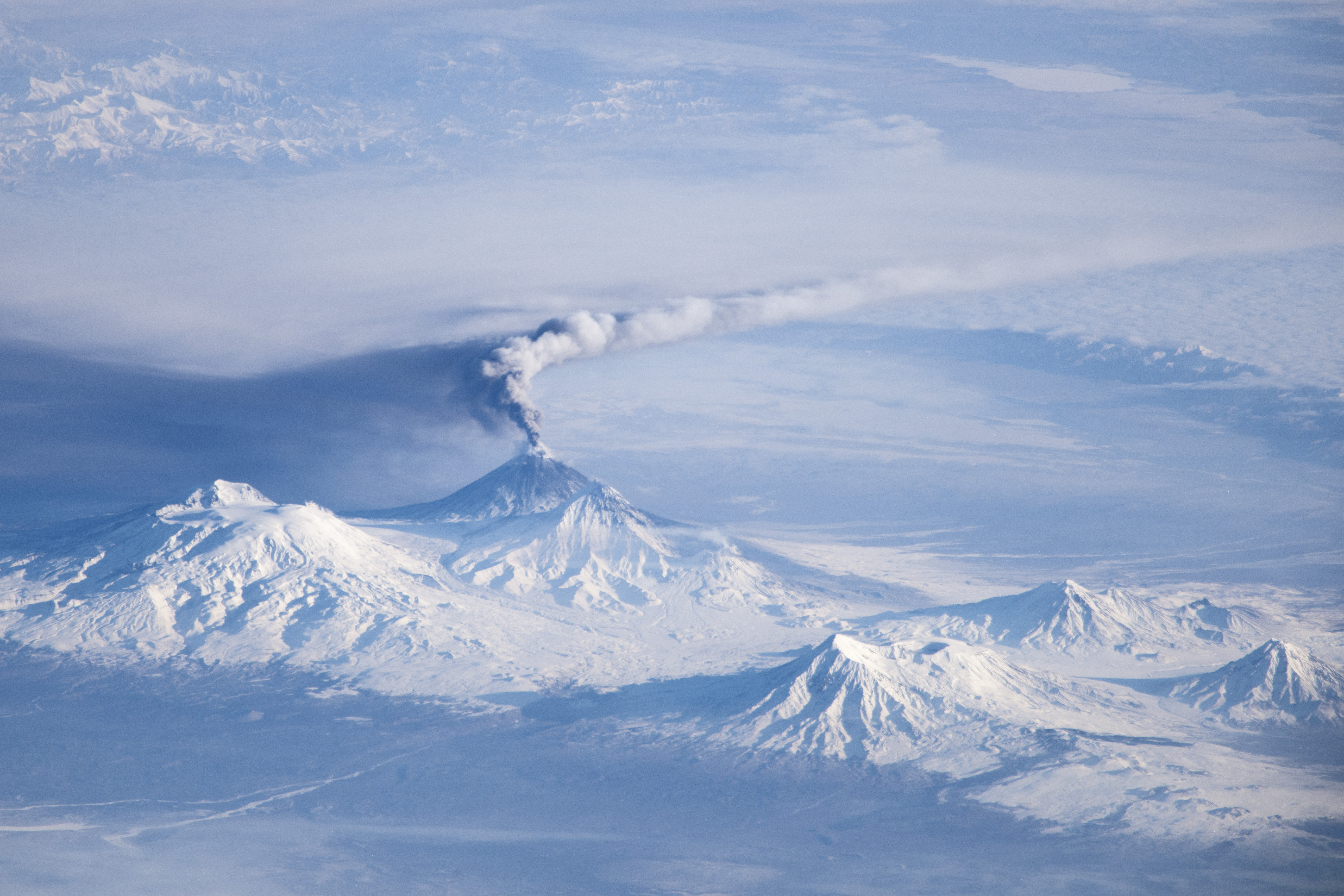
Een eruptie op 16 november 2013